# Миколай Крушевски
Мико̀лай Крушѐвски, герб Хабданк (на полски: Mikołaj Kruszewski; на руски: Никола́й Вячесла́вович Круше́вский) е полско-руски езиковед, индоевропеист, славист и теоретик на езикознанието, професор, преподавател по сравнителна граматика и санскрит в Казанския университет, съавтор на теорията за фонемите.

## Трудове
- Заговоры, как вид русской народной поэзии, 1876
- Восем гимнов Риг-Веды. Превод, 1879
- Наблюдения над некоторыми фонетическими явлениями, связанными с акцентуацией, 1879
- Лингвистические заметки, 1880
- К вопросу о гуне. Исследование в области старославянского вокализма, 1881
- Очерк науки о языке, 1883
- Wybór pism, 1967
- Mikołaj Kruszewski. Writings in General Linguistics: 'On Sound Alternation' (1881) and 'Outline of Linguistic Science' (1883), 1995
- Избранные труды по языкознанию, 1998